# IPod touch
iPod touch – kieszonkowy odtwarzacz MP3 firmy Apple Inc., zasadniczo wielofunkcyjny palmtop z systemem operacyjnym iOS, zaprezentowany 5 września 2007. Jest to pierwszy iPod z wbudowanym Wi-Fi, z bezpośrednim dostępem (jedynie bezprzewodowym) do internetu, w tym przez przeglądarkę sieciową, a także specjalną przeglądarkę serwisu YouTube bez pomocy wtyczki Adobe Flash i sklepu internetowego iTunes Store.
W 2013 Apple ogłosiło, że sprzedano 100 milionów sztuk iPodów touch.
iPod touch 2G (2G: drugiej generacji) został zaprezentowany 9 września 2008.
Jest tańszy i 5 gramów lżejszy. W przeciwieństwie do wersji pierwszej, posiada wbudowane głośniki i mechaniczną kontrolkę wzmacniania głośności. Bateria w drugiej wersji, być może dzięki nowszej wersji oprogramowania iPhone OS udostępnionej jednocześnie dla obu wersji iPoda touch, jest wydajniejsza: zamiast do 22 godz. działa do 35 godz. w trybie audio i zamiast do 4 godz. działa do 6 godz. w trybie wideo. Oba osiągi przy wyłączonej karcie WiFi.
iPod touch pierwszej i drugiej generacji jest dostępny w wersjach 8 GB, 16 GB i 32 GB.
9 września 2009 Apple zaprezentowało iPoda touch 3G (3G: trzeciej generacji), model ten posiada wszystkie funkcje drugiej generacji, wyróżnia się jednak mocniejszym procesorem, większą ilością pamięci RAM, dodaną obsługą Voice Control i VoiceOver. iPod touch 3G dostępny jest w wersjach 32 GB i 64 GB.
iPod Touch 4G miał premierę 8 września 2010 roku. Nowe urządzenie wyposażono w przedni aparat, procesor Apple A4 oraz 3-osiowy żyroskop.
iPod Touch 5G został wydany przez Apple 15 października 2012 roku. Wraz z tym modelem Apple wprowadziło m.in. wsparcie dla Siri.
iPod Touch 6G miał swoją premierę 15 lipca 2015 roku. Urządzenie wyposażono w większa ilość pamięci wbudowanej, większą ilość pamięci RAM oraz lepsze aparaty.
iPod Touch 7G został zaprezentowany 28 maja 2019 roku. Wraz z tym modelem zwiększono ilość pamięci RAM.

## Modele
| Model              | Obraz | Pojemność                | RAM    | Połączenia           | Premiera                                                                                        | Czas pracy na baterii (godziny) | Przypisy                    |
| ------------------ | --- | ------------------------ | ------ | -------------------- | ----------------------------------------------------------------------------------------------- | ------------------------------- | --------------------------- |
| Pierwsza generacja | | 8 GB 16 GB 32 GB         | 128 MB | USB, WiFi            | iPhone OS 1.1: 14 września 2007 iPhone OS 1.1.3: 30 stycznia 2008 32 GB: 5 lutego 2008          | audio: 22 video: 5              | [ 2 ]                       |
| Pierwsza generacja | Pierwszy iPod z Wi-Fi i z interfejsem multidotykowym. Posiada przeglądarkę internetową Safari i bezprzewodowy dostęp do iTunes Store i YouTube. Najwyższy wspierany system to iOS 3.1.3 |                          |        |                      |                                                                                                 |                                 | [ 2 ]                       |
| Druga generacja    | | 8 GB 16 GB 32 GB         | 128 MB | USB, WiFi, Bluetooth | iPhone OS 2.1 (8 GB, 16 GB, 32 GB): 9 września 2008 iPhone OS 3.1 (tylko 8 GB): 9 września 2009 | audio: 36 video: 6              | [ 3 ] [ 4 ] [ 5 ]           |
| Druga generacja    | Dodano obsługę Nike+, boczne przyciski głośności, i wbudowany głośnik. Dodano bluetooth, który był dostępny tylko po zaktualizowaniu do iOS 3.0. Poprawiono kontrast i wyświetlanie kolorów w porównaniu do poprzedniego modelu. Najwyższy wspierany system to iOS 4.2.1 |                          |        |                      |                                                                                                 |                                 | [ 3 ] [ 4 ] [ 5 ]           |
| Trzecia generacja  | | 16 GB 32 GB 64 GB        | 256 MB | USB, WiFi, Bluetooth | 9 września 2009                                                                                 | audio: 30 video: 6              | [ 6 ]                       |
| Trzecia generacja  | Ulepszono pamięć RAM, CPU i GPU, Posiada podzespoły z iPhone'a 3GS. Dodano Voice Control i VoiceOver, w zestawie zawarte są słuchawki pozwalające na regulacje głośności. Dla iPodów trzeciej generacji 21 czerwca 2010 został bezpłatnie udostępniony iOS 4 dodający Multitasking i możliwość ustawienia tapety homescreen. Najwyższy wspierany system to iOS 5.1.1                                                                                          |                          |        |                      |                                                                                                 |                                 | [ 6 ]                       |
| Czwarta generacja  | | 8 GB 16 GB 32 GB 64 GB   | 256 MB | USB, WiFi, Bluetooth | Czarny: 1 września 2010 Biały: 12 października 2011                                             | audio: 40 video: 7              | [ 7 ] [ 8 ] [ 9 ] [ 10 ]    |
| Czwarta generacja  | iPod Touch posiada wyświetlacz Retina podobny do tego w iPhone, pracujący z rozdzielczością 640x960. 2 warianty kolorystyczne (biały i czarny). Dodano do niego 3-osiowy żyroskop. Zwiększono pojemność baterii. Zamontowano też 2 kamery (tył 1280x720, przód VGA). Za pomocą kamer można robić zdjęcia, nagrywać wideo oraz prowadzić wideo-rozmowy korzystając z Face Time. Korzysta z procesora Apple A4 (1 GHz). Najwyższy wspierany system to iOS 6.1.6 |                          |        |                      |                                                                                                 |                                 | [ 7 ] [ 8 ] [ 9 ] [ 10 ]    |
| Piąta generacja    | | 16 GB 32 GB 64 GB        | 512 MB | USB, WiFi, Bluetooth | 12 września 2012                                                                                | audio: 40 video: 8              | [ 11 ] [ 12 ] [ 13 ] [ 14 ] |
| Piąta generacja    | Wydłużony, 4-calowy wyświetlacz (326 ppi) o rozdzielczości 1136x640 i proporcjach 16:9, pięć wariantów kolorystycznych, tylny aparat 5 Mpx z możliwością kręcenia filmów 1080p, przedni – 1.2 Mpx z wideo 720p, pamięć RAM zwiększona do 512 MB, dodano obsługę Siri. |                          |        |                      |                                                                                                 |                                 | [ 11 ] [ 12 ] [ 13 ] [ 14 ] |
| Szósta generacja   | | 16 GB 32 GB 64 GB 128 GB | 1 GB   | USB, WiFi, Bluetooth | 15 lipca 2015                                                                                   | audio: 40 video: 8              | [ 15 ] [ 16 ]               |
| Szósta generacja   | 4-calowy wyświetlacz (326 ppi) o rozdzielczości 1136x640 i proporcjach 16:9, sześć wariantów kolorystycznych (szary, złoty, srebrny, różowy, niebieski, czerwony), tylny aparat 8 Mpx z możliwością kręcenia filmów 1080p, przedni – 1.2 Mpx z wideo 720p, pamięć RAM zwiększona do 1GB. |                          |        |                      |                                                                                                 |                                 | [ 15 ] [ 16 ]               |
| Siódma generacja   | | 32 GB 128 GB 256 GB      | 2 GB   | USB, WiFi, Bluetooth | 28 maja 2019                                                                                    | audio: 40 video: 8              | [ 17 ] [ 18 ]               |
| Siódma generacja   | 4-calowy wyświetlacz (326 ppi) o rozdzielczości 1136x640, sześć wariantów kolorystycznych (czerwony, szary, złoty, srebrny, różowy, niebieski), tylny aparat 8 Mpx z możliwością kręcenia filmów 1080p, przedni – 1,2 Mpx z wideo 720p, pamięć RAM zwiększona do 2GB. Najwyższy wspierany system to iOS 15, w którym brakuje jednak niektórych elementów obecnych na innych sprzętach z tym systemem.                                                         |                          |        |                      |                                                                                                 |                                 | [ 17 ] [ 18 ]               |

## Oprogramowanie
Wszystkie modele iPoda Touch mają takie aplikacje jak muzyka, wideo, iTunes (zapewnienie dostępu do iTunes Music Store), Safari, YouTube, Kalendarz, kontakty, zegar, kalkulator, i ustawienia. Późniejsze modele miały dodatkowo Pocztę (dostęp POP / IMAP / SMTP e-mail), Mapy, Giełda i Pogoda. Wszystkie te funkcje zostały dodane do wcześniejszych modeli po aktualizacji iOS. Użytkownik może dodawać linki do stron internetowych o nazwie „Web Clips” do ekranu głównego. Wszystkie modele iPoda touch są wyposażone w Wi-Fi 802.11b/g, a iPod touch 4G i 5G został dodatkowo wyposażony w Wi-Fi 802.11n.
App Store oferuje szereg gier wykorzystujących wbudowany przyspieszeniomierz (akcelerometr), pierwotnie wbudowanego ku automatycznej zmianie pionu obrazu w zależności od orientacji iPoda touch czy iPhone'a względem ziemi (lub innego lokalnego przyspieszenia).
iPod touch posiada zlokalizowany interfejs w językach: angielskim, polskim, chińskim, duńskim, francuskim, hiszpańskim, holenderskim, japońskim, koreańskim, niemieckim, norweskim, portugalskim, rosyjskim, szwedzkim i włoskim, a także klawiatury dla angielskiego (w wersji amerykańskiej lub brytyjskiej), polskiego, duńskiego, fińskiego, francuskiego, hiszpańskiego, holenderskiego, islandzkiego, japońskiego, koreańskiego, niemieckiego, norweskiego, portugalskiego, szwedzkiego i włoskiego. Dodatkowo zaopatrzono wszystkie wersje klawiatury oprócz japońskiej w litery tureckie czy islandzkie. Działają także sugestie słownikowe dla klawiatur angielskich, francuskich i niemieckich, a dodatkowo iPod touch „pamięta” wystukane słowa poza sugestiami słownikowymi, bez względu na wybraną klawiaturę, i podpowiada je także, co skutkuje w podawaniu sugestii m.in. po polsku również.
Z powodu zmian technicznych wprowadzonych przez Apple Inc., zaistniała niekompatybilność pomiędzy iPodem touch a modelem 2005 Apple Uniwersalnego doku (podstawki/adaptera z wyjściem wideo). O ile iPod touch wstawiony do 2005 Apple Uniwersalnego doku nadal będzie skutecznie zasilany, podłączenie go do osobnego ekranu wideo wymaga obecnie specjalnego kabla i 2007 Apple Uniwersalnego doku. Sytuacja została spowodowana wprowadzeniem specjalnego układu scalonego w iPodzie touch.